# Есента на патриарха
„Есента на патриарха“ е роман на колумбийския писател Габриел Гарсия Маркес. Издаден е за първи път през 1975 година в Колумбия. Самият автор я определя като „поема за самотата на властта“. Книгата е разделена на 6 части.
В нея се разказва за митичен тиранин, който е несменяем и управлява повече от 100 години. Той обобщава чертите на латиноамериканските диктатори от 20 век. Книгата е огледало на латиноамериканските нрави, кървавите деспотични режими и размисъл за безсилието пред старостта.
За първи път е издадена в България през 1976 година от издателство „Народна култура“.